# Spanish Violin by Aleksey Gorokhov
Spanish Violin by Aleksey Gorokhov — студійний компакт-диск видатного українського скрипаля Олексія Миколайовича Горохова (рос. Алексей Николаевич Горохов ; англ. Aleksey Nikolaevich Gorokhov), випущений 2008 року лейблом Artwood Classic.

## Композиції
1. Едуар Лало — Allegro non troppo (8:04)
2. Едуар Лало — Scherzando. Allegro molto (4:28)
3. Едуар Лало — Intermezzo. Allegro non troppo (6:26)
4. Едуар Лало — Andante (7:29)
5. Едуар Лало — Rondo (8:19)
6. Сен-Санс Каміль — Introduction & Rondo-capriccioso Op.28 (9:02)
7. Пабло Сарасате — Introduction & Tarantella Op.43 (5:23)
8. Олександр Костянтинович Глазунов — Serenade espagnole op 20 № 2 (3:00)
9. Мануель де Фалья — Spanish Dance (3:50)
10. Пабло Сарасате — Zapateado A-dur Op.23 (4:10)
11. Пабло Сарасате — — Malaguena D-dur (4:25)
12. Пабло Сарасате — Zigeunerweisen, Op.20 (8:59)
13. Isaac Manuel Francisco Albéniz i Pascual — Tango. D-dur. Op.165, № 2 (2:19)

## Опис диску
Олексій Горохов напрацював свій неповторний стиль. Його гра увібрала найкраще зі світового скрипальского спадку: якість і темброве багатство звуку Ф.Крейслера, витонченість штрихів французької скрипальскої школи, шляхетність і чарівність співу італійського бельканто, іспанський темперамент. Репертуар Майстра величезний — практично вся світова скрипальська музика, включно із сучасною українською. Значна частина його творчої спадщини збереглась у фондах Українського радіо. Однією із перлин його репертуару є «Інтродукція і рондо-каприччіозо» К.Сен-Санса, яка звучить із неповторним французьким шармом. Олексій Горохов блискуче оркестрував «Іспанський танок» Де Фал'ї. Під час виконання він надав музикантам оркестру можливість продемонструвати свою віртуозність.